# MNK Futsal Super Chicks Poličnik
Malonogometni klub Futsal "Super Chicks" (MNK Super Chicks; MNK Futsal Super Chiks; ŽMNK Super Chicks; Super Chicks Poličnik; Super Chicks) je ženski futsal (malonogometni) klub iz Poličnika, Zadarska županija. 
 
U sezoni 2019./20. klub se natjecao u "1. HMNL za žene". 

## O klubu
Ženski malonogometni klub "Super Chicks" je osnovan 2010. godine, kada se djevojke iz Poličnika i susjednih mjesta poput Podgradine počinju organiziranije baviti s malim nogometom, odnosno futsalom. Prvih godina igračuice igraju revijalne utakmice, te na raznim turnirima. Do službenog registriranja kluba dolazi 2015. godine i "Super Chicks" postaju redovni član "1. HMNL za žene", u ko1oj su osvojili 3. mjesto u sezoni 2019./20.
 
Od uspjeha na turnirima, može se izdvojiti osvojena druga mjesta na turnirima "Zagreb Winter Cup" i "Kutija šibica". 

Klub je 2015. godine organizirao ženski futsal turnir u Poličniku.
 
 
2018. godine je klub dobio "Nagradu zadarske županije".

## Uspjesi
1. HMNL za žene
- treće mjesto: 2019./20.

Kutija šibica
- finalist: 2016.

Zagreb Winter Cup
- finalist: 2016./17.

## Plasmani po sezonama
| sezona       | rang         | liga            | poz.         | klubova u ligi | ut           | pob          | ner          | por          | gol+         | gol-         | bod          | doigravanje       | napomena     | izvori       |
| Super Chicks | Super Chicks | Super Chicks    | Super Chicks | Super Chicks   | Super Chicks | Super Chicks | Super Chicks | Super Chicks | Super Chicks | Super Chicks | Super Chicks | Super Chicks      | Super Chicks | Super Chicks |
| ------------ | ------------ | --------------- | ------------ | -------------- | ------------ | ------------ | ------------ | ------------ | ------------ | ------------ | ------------ | ----------------- | ------------ | ------------ |
| 2015./16.    | I.           | 1. HMNL za žene | 5.           | 9 (10)         | 8            | 4            | 1            | 3            | 27           | 14           | 13           |                   |              |              |
| 2016./17.    | I.           | 1. HMNL za žene | 4.           | 9 (10)         | 8            | 5            | 0            | 3            | 17           | 14           | 15           |                   |              |              |
| 2017./18.    | I.           | 1. HMNL za žene | 5.           | 10             | 9            | 5            | 0            | 4            | 23           | 24           | 15           | nisu se plasirali |              |              |
| 2018./19.    | I.           | 1. HMNL za žene | 4.           | 7 (8)          | 12           | 6            | 0            | 6            | 35           | 25           | 18           | 4. mjesto         |              |              |
| 2019./20.    | I.           | 1. HMNL za žene | 3.           | 9              | 16           | 10           | 2            | 4            | 68           | 28           | 32           |                   |              |              |
|              |              |                 |              |                |              |              |              |              |              |              |              |                   |              |              |

## Unutrašnje poveznice
- Poličnik

## Vanjske poveznice
- Futsal Super Chicks, facebook stranica
- sport023.hr, ŽMNK Futsal Super Chicks
- antenazadar.hr, super chicks
- zgwintercup.com, Zagreb Winter Cup
- crofutsal.com